# Ильдебер де Лаварден
Ильдебер де Лаварден (англ. Hildebert de Lavardin; 1056 или 1057, Лаварден — 18 декабря 1133, Тур) — французский священнослужитель католической церкви, агиограф, богослов, проповедник, духовный писатель

 и поэт; с 1125 года до самой кончины — архиепископ Турский. В различных источниках иногда его называют Хильдебертом, или Хидальбертом, или Гильдебертом, или Альдебертом из Лавардена.

## Биография
Ильдебер родился в 1056/7 году в местечке Лаварден (близ города Вандома) в небогатой религиозной семье; родители с самого детства прочили его в священники, что и произошдо в итоге. Он стал учеником Беренгара Турского и вскоре получил духовный сан.
Ильдебер де Лаварден стал учителем (схоластиком) школы в городе Ле-Мане; в 1091 году он стал архидиаконом, а в 1096 или 1097 году епископом Ле-Мана, где построил часть городского кафедрального собора. Ему пришлось столкнуться с враждебностью части местного духовенства, а также английского короля Вильгельма II, который захватил Ле-Ман и увёз епископа Ильдебера с собой в Англию примерно на год.

Архиепархия Тура
на карте Франции

В  1100 или 1103 году Ильдебер отправился в Ватикан и попросил разрешения оставить своё епископство, но римский папа Пасхалий II отказал ему в этой просьбе. 
В 1116 году его епархия пришла в замешательство из-за проповеди ересиарха Генриха Лозаннского, осуждавшего высшее духовенство, особенно епископа. Ильдебер вынудил его покинуть окрестности Ле-Мана, но последствия его проповеди остались (примкнувшие к его идеям известны как генрицианцы).
В 1125 году Ильдебера, после его повторяющихся просьб о переводе, очень неохотно перевели в архиепископство Тура, где он снова вступил в конфликт, на этот раз с французским королём Людовиком VI из-за прав церковного покровительства и с епископом Доля из-за его полномочий в Бретани. 
Он также председательствовал на Синоде в Нанте.
Ильдебер де Лаварден скончался 18 декабря 1133 года в городе Туре.
Некоторые средневековые писатели называли Ильдебера святым, но для этого нет никаких оснований; Ильдебер не был аскетом и человеком очень строгих нравов, однако его современники были очень высокого мнения о нём.

## Литературные труды
Сохранившиеся сочинения Ильдебера состоят из множества писем, стихов, нескольких проповедей, двух житий и нескольких философских трактатов. 

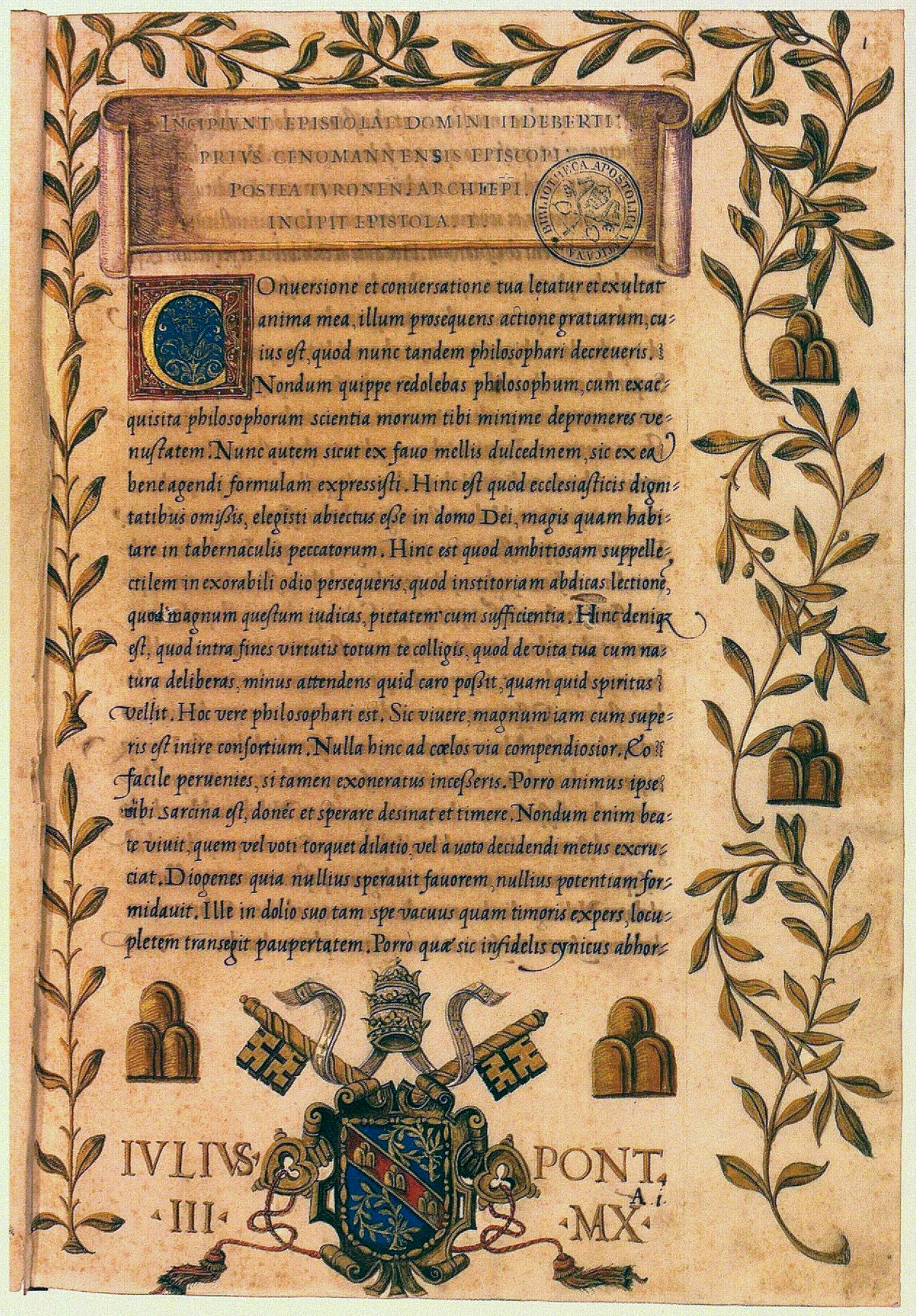
Один из трудов Ильдебера
Ватиканская апостольская библиотека

Издание его произведений, подготовленное мавристом Антуаном Божандром и озаглавленное «Venerabilis Hildeberti, prima Cenomanensis episcopi, deinde Turonensis archiepiscopi, opera tam edita quam inedita», было опубликовано в Париже в 1708 году (согласно «ЭСБЕ» в 1704) и переиздано с дополнениями Жаном Жаком Бурассэ (1813—1872) в 1854 году. Оба этих издания имеют ряд неточностей: они приписывают Ильдеберу многочисленные сочинения других авторов и опускают некоторые подлинные сочинения. Открытие этого факта повлияло на положение Ильдебера в истории средневековой мысли.
Его прежнее положение философа-схоластика, которым он назывался практически во всех энциклопедических изданиях Российской империи увидевших свет до октябрьского переворота 1917 года (потом это спорное утверждение было широко растиражировано по всему интернету), основывалось на его предполагаемом авторстве важного теологического трактата, но теперь он считается работой Гуго Сен-Викторского, следовательно, Ильдебера из Лавардена больше нельзя считать философом в традиционном понимании.
Подлинные письма Ильдебера содержат множество эпистол, которые пользовались большой популярностью в XII—XIII вв. и часто использовались как классика в школах Франции и Италии. Среди них два письма о борьбе между императором Священной Римской империи Генрихом V и папой римским Пасхалием II, которые были отредактированы Эрнстом Фридрихом Сакуром и напечатаны в «Исторических памятниках Германии», хотя некоторыми их принадлежность к Ильдеберу тоже ставится сомнение.
Его стихи на различные темы также были очень популярны в своё время. 
Ильдебер также прославился как проповедник как на французском языке, так и на латыни, но существует лишь несколько его подлинных проповедей, причем некоторые его редакторы нередко приписывают ему работы Пётра Ломбардского и других религиозных авторов.